# Malaika Berenth Mosendane
Malaika Berenth Mosendane (født 25. januar 2000) er en dansk skuespiller, der blandt andet har medvirket i filmene Meter i sekundet og Fuld af kærlighed samt tv-serierne Chosen, Sygeplejeskolen, Sommerdahl og Slave af Danmark.

## Levnedsløb
Malaikas mors familie er sydafrikansk. Som barn boede Malaika først i Horsens og siden på Orø. Hun gik på Stenhus Gymnasium i Holbæk og bagefter på Den Danske Scenekunstskole i Odense.
I 2023 var hun en af fem skuespillere, der tog initiativ til kampagnen Et større billede, der efterlyste mere mangfoldighed i dansk film.

## Roller
Mosendame har udover teaterroller medvirket i følgende film og tv-serier:

### TV
- Chosen (2022) - Emma
- Sygeplejeskolen (2018-2024) - Michelle
- Sommerdahl (2020-2025) - O
- Kald mig far (2024) -	Lise
- Slave af Danmark (2025) - Anna Maria

### Film
- Meter i sekundet (2023) -	Emma, elev
- Ripple (2024) - Lotus (ung)
- Fuld af kærlighed (2024) - Louise